# Santiago Jiménez
Santiago Jiménez Mejía (Medellín, Antioquia, Colombia. 23 de marzo de 1998) es un futbolista colombiano. Juega como defensa y su equipo actual es el Deportivo Pasto de la Categoría Primera A colombiana. Ha jugado en la selección sub-15, sub-17 y sub-20 de Colombia.

## Clubes
| Club                 | País     | Año             |
| -------------------- | -------- | --------------- |
| Envigado F. C.       | Colombia | 2015-2022       |
| Once Caldas          | Colombia | 2022-2023       |
| Atlético Bucaramanga | Colombia | 2023-2025       |
| Deportivo Pasto      | Colombia | 2025 - Presente |

## Palmarés

### Campeonatos nacionales
| Título          | Equipo               | País     | Año  |
| --------------- | -------------------- | -------- | ---- |
| Torneo Apertura | Atlético Bucaramanga | Colombia | 2024 |

## Estadísticas
| Club                            | Div.          | Temporada     | Liga  | Liga  | Copas nacionales | Copas nacionales | Copas internacionales | Copas internacionales | Total | Total |
| Club                            | Div.          | Temporada     | Part. | Goles | Part.            | Goles            | Part.                 | Goles                 | Part. | Goles |
| ------------------------------- | ------------- | ------------- | ----- | ----- | ---------------- | ---------------- | --------------------- | --------------------- | ----- | ----- |
| Envigado FC · Colombia          |               |               |       |       |                  |                  |                       |                       |       |       |
| 1.ª                             | 2015          | 0             | 0     | 2     | 0                | —                | —                     | 2                     | 0     |       |
| 1.ª                             | 2016          | 8             | 0     | 7     | 0                | —                | —                     | 15                    | 0     |       |
| 1.ª                             | 2017          | 1             | 0     | 0     | 0                | —                | —                     | 1                     | 0     |       |
| 1.ª                             | 2018          | 1             | 0     | 2     | 0                | —                | —                     | 3                     | 0     |       |
| 1.ª                             | 2019          | 19            | 0     | 3     | 0                | —                | —                     | 22                    | 0     |       |
| 1.ª                             | 2020          | 17            | 1     | 1     | 0                | —                | —                     | 18                    | 1     |       |
| 1.ª                             | 2021          | 19            | 0     | 0     | 0                | —                | —                     | 19                    | 0     |       |
| 1.ª                             | 2022          | 23            | 1     | 1     | 0                | —                | —                     | 24                    | 1     |       |
| Total club                      | Total club    | 88            | 2     | 16    | 0                | 0                | 0                     | 104                   | 2     |       |
| Atletico Bucaramanga · Colombia | 1.ª           | 2023          | 0     | 0     | 0                | 0                | —                     | —                     | 0     | 0     |
| Atletico Bucaramanga · Colombia | Total club    | Total club    | 0     | 0     | 0                | 0                | 0                     | 0                     | 0     | 0     |
| Deportivo Pasto · Colombia      | 1.ª           | 2025          | 0     | 0     | 0                | 0                | —                     | —                     | 0     | 0     |
| Deportivo Pasto · Colombia      | Total club    | Total club    | 0     | 0     | 0                | 0                | 0                     | 0                     | 0     | 0     |
| Total carrera                   | Total carrera | Total carrera | 88    | 2     | 16               | 0                | 0                     | 0                     | 104   | 2     |